# Miriam Vece
Miriam Vece (Crema, 16 marzo 1997) è una pistard italiana, tesserata per il Centro Sportivo Esercito. Nel 2020 ha vinto la medaglia di bronzo nei 500 metri a cronometro ai campionati del mondo.

## Carriera

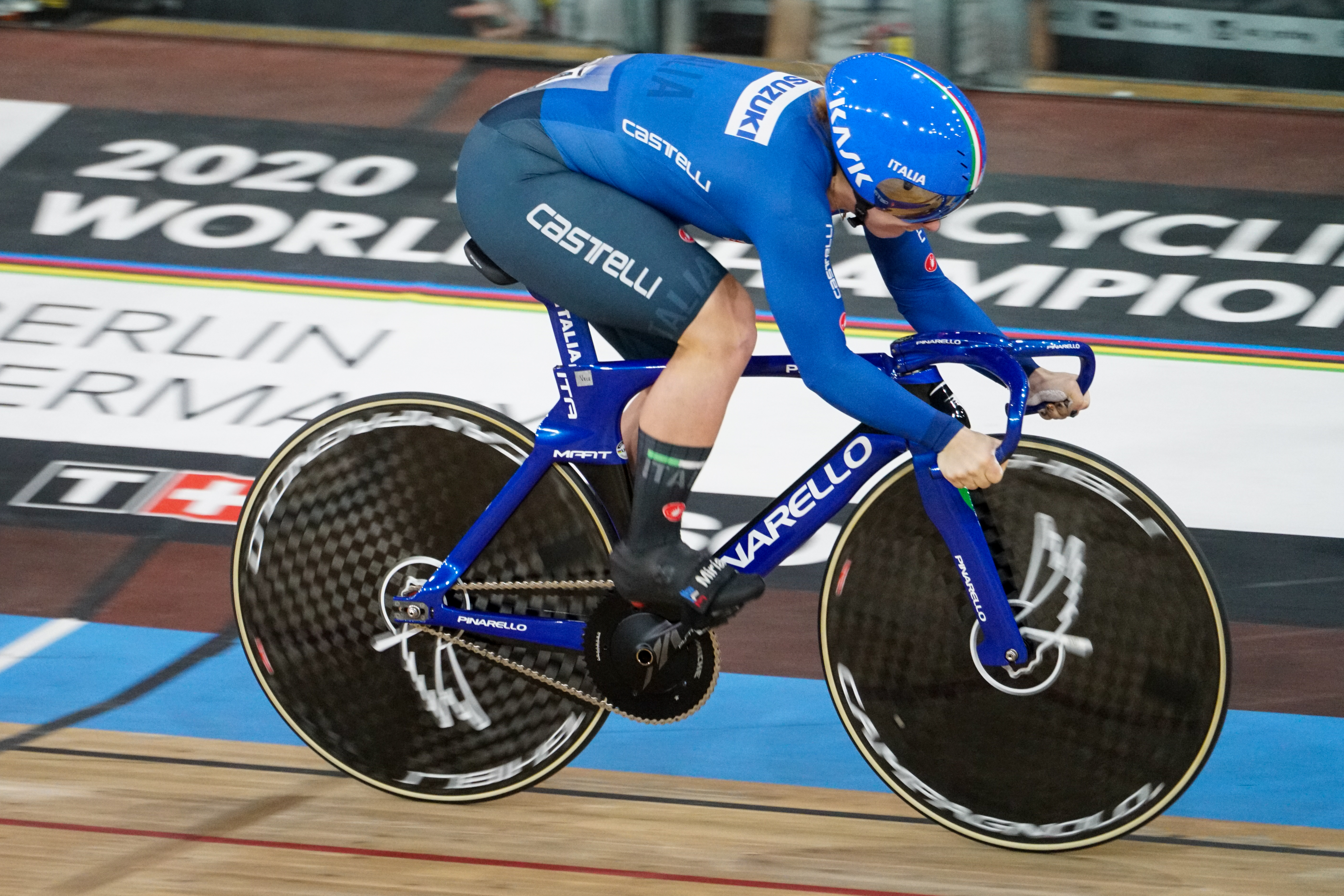
Vece ai Mondiali di Berlino 2020

Nata nel 1997 a Crema, in provincia di Cremona, inizia a praticare ciclismo a sei anni. 
Nel 2014 è campionessa italiana Juniores nei 500 m a cronometro e nella velocità a squadre con Elena Bissolati. Nello stesso anno esordisce con la nazionale su pista Juniores ai Mondiali Juniores a Seul e agli Europei Juniores di Anadia. Nel 2015 ottiene le prime medaglie internazionali di categoria, vincendo in coppia con Elena Bissolati il bronzo mondiale e l'argento europeo nella velocità a squadre Juniores.
Nel 2016 esordisce in Nazionale maggiore, agli Europei di Saint-Quentin-en-Yvelines, e in Nazionale Under-23. L'anno dopo vince la gara dei 500 metri a cronometro alla Cottbuser SprintCup e partecipa per la prima volta ai Mondiali Elite a Hong Kong. 
Nel 2018 sceglie di dedicarsi unicamente alle prove su pista ed è ammessa al Centre Mondial du Cyclisme di Aigle (Svizzera) gestito dall'UCI. Nello stesso anno vince tre medaglie agli Europei Under-23 ad Aigle: un argento nella velocità a squadre con Martina Fidanza e Gloria Manzoni e due ori, nei 500 metri a cronometro e nella velocità individuale. Nello stesso anno è campionessa italiana Elite nella velocità, titolo confermato l'anno successivo.
Nel 2019 si aggiudica altri due podi agli Europei Under-23 a Gand: fa suoi infatti il bronzo nella velocità e l'argento nei 500 metri a cronometro. Prende inoltre parte ai Giochi europei a Minsk, conquistando la sua prima medaglia internazionale Elite, un bronzo nei 500 metri a cronometro (si piazza inoltre ottava nella velocità a squadre e dodicesima nel keirin). Nel 2020 ottiene il principale risultato della sua carriera, vincendo la medaglia di bronzo nei 500 metri a cronometro ai Mondiali a Berlino. Dal 2021 gareggia anche per il Centro Sportivo Esercito.
Detiene i record italiani nella velocità, con il tempo di 10"580 stabilito ad inizio 2020, nei 500 metri a cronometro in 33"171, ottenuto nello stesso periodo, nella velocità a squadre, con il tempo di 33"797 ottenuto nel 2017 insieme a Elena Bissolati, e nei 250 metri a cronometro, con 18"706.

## Palmarès

### Pista
- 2014 (Juniores)

Campionati italiani, Velocità a squadre Juniores (con Elena Bissolati)
Campionati italiani, 500 metri a cronometro Juniores
- 2015 (Juniores)

Campionati italiani, 500 metri a cronometro Juniores
- 2016

Campionati italiani, 500 metri a cronometro
- 2017

Cottbuser SprintCup, 500 metri a cronometro
- 2018

Campionati italiani, Velocità
- 2019

Campionati italiani, Velocità
- 2020

Internazionale di Fiorenzuola d'Arda, Velocità
Piceno Sprint Cup, Velocità
Campionati italiani, 500 metri a cronometro
Campionati italiani, Velocità
- 2021

Campionati italiani, Keirin
Campionati italiani, Velocità
Track Cycling Challenge Grenchen, Velocità
- 2022

Campionati italiani, 500 metri a cronometro
Campionati italiani, Velocità
Track Cycling Challenge, Velocità

## Piazzamenti

### Competizioni mondiali
- Campionati del mondo

Seul 2014 - Velocità a squadre Juniores: 6ª
Seul 2014 - 500 m a cronometro Juniores: 9ª
Seul 2014 - Keirin Juniores: 7ª
Seul 2014 - Velocità Juniores: Sedicesimi di finale
Astana 2015 - Velocità a squadre Juniores: 3ª
Astana 2015 - 500 m a cronometro Juniores: 9ª
Astana 2015 - Keirin Juniores: 21ª
Hong Kong 2017 - Velocità a squadre: 11ª
Hong Kong 2017 - 500 m a cronometro: 16ª
Apeldoorn 2018 - Velocità a squadre: 11ª
Apeldoorn 2018 - 500 m a cronometro: 15ª
Pruszków 2019 - Velocità a squadre: 17ª
Pruszków 2019 - 500 m a cronometro: 8ª
Berlino 2020 - Velocità a squadre: 15ª
Berlino 2020 - Velocità: 17ª
Berlino 2020 - 500 m a cronometro: 3ª
Roubaix 2021 - Velocità: 8ª
Roubaix 2021 - 500 m a cronometro: 5ª
St. Quentin-en-Yvelines 2022 - Velocità: 24ª
St. Quentin-en-Yvelines 2022 - 500 m a cronometro: 17ª
St. Quentin-en-Yvelines 2022 - Keirin: 19ª

### Competizioni europee
- Campionati europei

Anadia 2014 - Velocità a squadre Juniores: 4ª
Anadia 2014 - 500 m a cronometro Juniores: 10ª
Atene 2015 - Velocità a squadre Juniores: 2ª
Atene 2015 - 500 m a cronometro Juniores: 4ª
Montichiari 2016 - 500 m a cronometro Under-23: 10ª
St. Quentin-en-Yvelines 2016 - Velocità a squadre: 6ª
St. Quentin-en-Yvelines 2016 - 500 m a cronometro: 10ª
St. Quentin-en-Yvelines 2016 - Keirin: 13ª
Sangalhos 2017 - Velocità a squadre Under-23: 5ª
Sangalhos 2017 - 500 m a cronometro Under-23: 6ª
Berlino 2017 - Velocità a squadre: 8ª
Berlino 2017 - 500 m a cronometro: 10ª
Aigle 2018 - Velocità a squadre Under-23: 2ª
Aigle 2018 - 500 m a cronometro Under-23: vincitrice
Aigle 2018 - Velocità Under-23: vincitrice
Glasgow 2018 - Velocità a squadre: 10ª
Glasgow 2018 - 500 m a cronometro: 6ª
Glasgow 2018 - Velocità: 20ª
Gand 2019 - Velocità a squadre Under-23: 5ª
Gand 2019 - 500 m a cronometro Under-23: 2ª
Gand 2019 - Keirin Under-23: 12ª
Gand 2019 - Velocità Under-23: 3ª
Apeldoorn 2019 - Velocità a squadre: 7ª
Apeldoorn 2019 - Velocità: 11ª
Apeldoorn 2019 - Keirin: Primo turno
Apeldoorn 2019 - 500 m a cronometro: 6ª
Plovdiv 2020 - Velocità: 5ª
Plovdiv 2020 - 500 m a cronometro: 3ª
Grenchen 2021 - Velocità: 10ª
Grenchen 2021 - 500 m a cronometro: 5ª
Monaco di Baviera 2022 - Velocità: 12ª
Monaco di Baviera 2022 - 500 m a cronometro: 3ª
Monaco di Baviera 2022 - Keirin: 13ª
Grenchen 2023 - Velocità a squadre: 7ª
Grenchen 2023 - Velocità: 10ª
Grenchen 2023 - 500 m a cronometro: 4ª
Grenchen 2023 - Keirin: 11ª
- Giochi europei

Minsk 2019 - Velocità a squadre: 8ª
Minsk 2019 - 500 m a cronometro: 3ª
Minsk 2019 - Keirin: 12ª